# Patryk Janas
Patryk Janas (ur. 30 września 1989 w Warszawie) – polski aktor telewizyjny i filmowy, prezenter telewizyjny, piosenkarz oraz fotomodel. Znany głównie z roli Dawida z serialu Rodzinny interes, emitowanego na antenie TV Puls.

## Życiorys

### Wczesne lata
Ukończył studia w Akademii Wychowania Fizycznego w Warszawie.
W 2014 roku zdobył tytuł Mistera Mazowsza, a później wystąpił w ścisłym finale konkursu Mistera Polski.

### Kariera
W 2015 roku rozpoczął karierę muzyczną, założył zespół Deep Dance. Jako lider i wokalista formacji Deep Dance zadebiutował jesienią 2015 roku utworem „Warto jest żyć”.
W 2017 roku związał się z wytwórnią Braxton Music Polska wydając kolejno single: „Deja Vu”, „Dziki Zachód”, „Telepatia”, „Wpadnij Na Kawę”, „Sobota”, „Niedostępna”, „Chcę Tylko Ciebie”. Teledyski Deep Dance można zobaczyć w wielu programach muzycznych stacji telewizyjnych Grupy Polsat. Grupa koncertuje głównie w klubach muzycznych oraz imprezach plenerowych w: Polsce, Wielkiej Brytanii, Holandii, Szwajcarii i Niemczech.
Brał udział w sesjach zdjęciowych, m.in. Dla Esotiq & Henderson, Diverse, Prosto W 2013 roku został twarzą męskiej bielizny słynnego producenta Esotiq & Henderson.
Wygrywał castingi do reklam telewizyjnych zarówno w Polsce, jak i za granicą, m.in.: Glov, Zumi, Biedronka, Media Markt, Rockwool, a także stał się twarzą kampanii Playboy Fragrances (2016)

Patryk Janas (2022)

Wystąpił gościnnie w wielu teledyskach m.in. Julia Marcell „Ctrl” (2012), Avinion Dance „Kusisz mnie” (2015), Bogdan Borowski „Idealna” (2015), Czadowa Mamuśka „Chcę zapomnieć” (2016), SAVICKY „Córka sąsiada” (2016), MUSICLOFT „Kochaj mnie namiętnie” (2016), DEFIS & MUSICLOFT „Będziemy pić” (2016), Wojtek Jackowiec „Życie to Gra” (2016), Angelo „Dziś nie czas na ciepłe placki(2016), DINA „Namieszałeś w mojej głowie” (2016), Claudi „Lubię Marzyć” (2016), MUSICLOFT „Jeszcze Więcej” (2017), MUSICLOFT „Numerek” (2017), MUSICLOFT „Gołodupiec” (2019), Jenny „Lepsze dni” (2021)

### Pozostałe przedsięwzięcia
Od czerwca 2019 jest współprowadzącym program rozrywkowy TV Puls „Puls lata” wraz z Dominikiem Dąbrowskim. 
W 2020 oraz 2021 prowadził relację zza kulis z czerwonego dywanu – Telekamer, nagród "Tele Tygodnia" – transmitowaną przez TV Puls.

## Filmografia
- 2014: Miłość na bogato jako Patryk[57][58]
- 2014: Pielęgniarki jako Marek Skubas (odc. 135)
- 2014: Miłość w rytmie disco jako Krzysiek
- 2015: Słoiki jako Tomasz Olesiejuk (odc. 2)
- 2015: Ten Moment jako chirurg plastyk (odc. 40)[59]
- 2016: Gliniarze jako Randkowicz[60][61] (odc. 27)
- 2016: Redakcja jako nauczyciel WF[62] (odc. 22)
- 2016: Oskarżone jako Patryk[63] (odc. 4)
- 2017: M jak miłość jako policjant (odc. 1300)[64]
- 2018: To twoja wina! jako Jacek Długosz[65]
- 2018: Taki Lajf jako Paweł Kowalczyk (odc. 3)[66]
- 2018: Oko za oko jako przystojniak w barze (odc. 2)[64]
- 2018: Kobiety mafii (film) jako policjant w prokuraturze[64]
- 2018: Kobiety mafii jako policjant w prokuraturze[64]
- 2018: Blondynka jako mężczyzna goniący Kiziora (odc. 84)[64]
- 2019: Barwy Szczęścia jako facet w garniturze (odc. 2102)[64]
- 2019: Rodzinny interes jako Dawid Rączka[67][68]
- 2020: Ojciec Mateusz jako recepcjonista (odc. 296)[64]
- 2020: Nieobecni jako fotograf (odc. 8)[69]
- 2020: Na sygnale jako dziennikarz (odc. 270)[64]
- 2021: Sekrety rodziny jako Klaudiusz (odc. 205)[70].
- 2021: Kochane pieniądze jako ks. Paweł Wiklak (odc. 42)[71]
- 2021: Mecenas Porada jako kolega Kacpra (odc. 5)[72][73]
- 2021: Remiza jako piłkarz Olek (odc. 12)[74]
- 2021: Wesele z piekła rodem 3 jako Maciek (pan młody) (odc. 2)[75]
- 2021: 48h. Zaginieni jako Koper Aferman (odc. 53)[76]
- 2022: Instrukcja kochania jako Michał (odc. 39)[77]
- 2022: Sekrety rodziny jako Ksawery Walczak (odc. 269)[78]
- 2022: Na dobre i na złe jako pacjent (odc. 851)[79]
- 2022: Ojciec Mateusz jako Gość w fabryce (odc. 360)[80][81]
- 2022: Ukryta prawda jako Igor (odc. 1440)[82]
- 2022: Na sygnale jako Kamil (odc. 395)[83]
- 2022: Kasta jako Maciej Ździeblicki (odc. 325)[84]
- 2022: Cuda jako Rafał (odc. 6)[85]
- 2022: Agenci. Biuro detektywistyczne jako Tomek (odc. 25)[86]
- 2023: Sekrety życia jako Krzysztof Kozłowski (odc. 18)[87]
- 2023: Emiłość jako Trener Leszek Jaworski (odc. 13)[88]
- 2023: Gliniarze jako Arkadiusz Mikusz (odc. 791)[89]
- 2023: Przyjaciółki jako Sprzedawca w budce (odc. 248)[90]
- 2023: Leśniczówka jako Kelner (odc. 696)[91]
- 2023: 48h. Zaginieni jako Ksawery Gryń (odc. 154)
- 2023: Ukryta prawda jako Daniel Skrzelak (odc. 1506)
- 2023: Zapisane w gwiazdach jako Olaf Wiernik (odc. 4)[92]
- 2023: Krejzi Patrol jako Andrzej (odc. 28)[93]